# 애플 A4
애플 A4(Apple A4)는 애플이 설계하고 삼성전자가 제조한 패키지 온 패키지(PoP) 시스템 온 칩(SoC)이다.  ARM Cortex-A8 CPU가 PowerVR GPU와 결합되어 전력의 효율성을 강조한다. 이 칩은
아이폰 4 스마트폰, 4세대 아이팟 터치, 2세대 애플 TV 직후 애플의 아이패드 태블릿 컴퓨터의 출시와 함께 상용화되어 첫 선을 보였다. 애플 A5 프로세서가 이 프로세서의 뒤를 잇는다.

## 역사
애플 A4 칩은 애플의 레이티스트 크리에이션(Latest Creation) 행사 기간 중 2010년 1월 27일에 발표되었다.
2010년 6월 7일에 스티브 잡스는 아이폰 4에 A4 프로세서가 포함될 것이라 공표하였으나 당시 그 이전에 생산된 아이패드의 A4와 동일한 주파수, 버스 대역, 캐시를 사용할지는 알려지지 않았다.
2010년 9월 1일 4세대 아이팟 터치와 2세대 애플 TV에 A4 프로세서가 포함되었다. 2011년 10월 4일에 애플은 기존의 블랙 모델에 이어 아이팟 터치에 화이트 모델을 추가하였다. 두 모델 모두 A4 프로세서를 포함하고 있다.

## 설계
애플 A4는 ARM 프로세서 아키텍처에 기반을 두고 있다. 최초의 출시판은 아이패드용으로 1 GHz의 속도로 동작하며 삼성전자의 45 nm 실리콘 칩 제조 공정을 기초로 PowerVR SGX 535 그래픽 프로세서 (GPU)를 장착한 ARM Cortex-A8 CPU 코어를 포함한다. 아이폰 4, 아이팟 터치, 애플 TV에 쓰이는 장치의 클럭 속도는 밝혀지지 않았다.
A4에 쓰인 Cortex-A8 코어는 삼성전자와의 협력을 통하여, 애플이 최종적으로 인수한 칩 설계사 인트린시티(Intrinsity)가 개발한 성능 개선을 이용한 것으로 여겨진다. 허밍버드 코어는 ARM이 제공하는 Cortex-A8 설계와 완전히 호환되지만 다른 것들보다 훨씬 더 높은 클럭의 속도로 동작할 수 있다. 그 밖의 다른 성능은 별도의 2차 캐시가 추가된 데에서 비롯되었다. A4에 쓰인 동일한 Cortex-A8 CPU 코어는 삼성전자의 S5PC110A01 SoC에도 사용된다.
A4 프로세서 패키지는 RAM을 포함하지 않지만 PoP 설치를 지원한다. 아이패드와 아이팟 터치 4세대와 애플 TV 2세대에 쓰이는 A4 최상위 패키지는 두 개의 저전력 128 MB DDR SDRAM 칩(총 256MB의 램)을 채용하고 있다. 아이폰 4의 경우 두 개의 256MB 칩이 있어서 총 512 MB를 장착하고 있다. RAM은 ARM의 64비트 대역의 AMBA 3 AXI 버스를 이용하는 프로세서와 연결되어 있다. 이는 이전 ARM 11과 ARM 9 기반 애플 기기들에 쓰인 RAM 데이터 버스의 대역의 두 배가 되며 아이패드의 더 많은 그래픽 대역을 보충할 수 있다.
A4의 경우 정규 클럭은 1 GHz FSB클럭은 100 MHz 그리고 L2 캐시메모리가 128KB 로 확인된다.

## 채용 제품
- 애플 아이패드 — 2010년 4월
- 애플 아이폰 4 — 2010년 6월 (블랙; GSM), 2011년 2월 (블랙; CDMA), 2011년 4월 (화이트; GSM & CDMA)
- 애플 아이팟 터치 4세대 — 2010년 9월 (블랙), 2011년 10월 (화이트)
- 애플 TV 2세대 — 2010년 9월

## 비슷한 플랫폼
- 텍사스 인스트루먼트의 OMAP
- 퀄컴의 스냅드래곤
- 화웨이의 하이 실리콘
- 프리스케일 세미컨덕터의 i.MX
- 삼성전자의 엑시노스
- 엔비디아의 테그라

## 같이 보기
- 애플 A5
- 애플 A5X
- 애플 A6
- ARM 아키텍처
- 아이패드
- 아이폰 4
- 아이팟 터치